# Capricorn Group
Capricorn Group är en grupp öar och rev i Australien. De ligger vid Stenbockens vändkrets (engelska: Tropic of Capricorn) i den södra änden av Stora Barriärrevet, cirka 80 km öster om Gladstone i delstaten Queensland. En stor del av gruppen tillhör Capricornia Cays nationalpark.
Capricorn Group består av nio cays, öar på toppen av korallrev:
- North Reef Island
- Tryon Island
- North West Island
- Wilson Island
- Wreck Island
- Masthead Island
- Erskine Island
- Heron Island
- One Tree Island

Dessutom finns ett antal självständiga rev som tillhör gruppen:
- Sykes Reef 23°25′59″S 152°01′57″Ö / 23.43306°S 152.03250°Ö
- Wistari Reef 23°28′19″S 151°52′55″Ö / 23.47194°S 151.88194°Ö
- Polmaise Reef 23°33′12″S 151°40′58″Ö / 23.55333°S 151.68278°Ö
- Irving Reef 23°32′28″S 151°54′14″Ö / 23.54111°S 151.90389°Ö
- Broomfield Reef 23°16′02″S 151°26′29.8″Ö / 23.26722°S 151.441611°Ö